# San Antonio Guayamusej
San Antonio Guayamusej är en ort i Mexiko.   Den ligger i kommunen La Independencia och delstaten Chiapas, i den sydöstra delen av landet, 800 km öster om huvudstaden Mexico City. San Antonio Guayamusej ligger 1 527 meter över havet och antalet invånare är 187.
Terrängen runt San Antonio Guayamusej är en högslätt. Runt San Antonio Guayamusej är det ganska glesbefolkat, med 43 invånare per kvadratkilometer. Närmaste större samhälle är Las Margaritas, 9,4 km norr om San Antonio Guayamusej. I omgivningarna runt San Antonio Guayamusej växer huvudsakligen savannskog.